# スコプツィ
スコプツィ（ロシア語: скопцы、Skoptzy）は18世紀のロシアで生まれたキリスト教の教派。スコープツィ、スコプチ、去勢教（きょせいきょう）あるいは去勢派（きょせいは）とも呼ばれ、英語ではSkoptsy、Skoptzi、Skoptsi、Scoptsyなどの綴りも使用されることがある。
カルト宗教として異端視されることが多い。開祖はコンドラティ・セリワノフ（1732年 - 1832年）。
鞭身派、モロカン派、ドゥホボール派等の諸教派とともに、霊的キリスト教に分類される。
スコプツィは古儀式派と混同されることがあるが、彼らは正教を自称せず、正教の古い儀式を守ることもないため、古儀式派には含まれない。主流派ロシア正教会から「分離派（ラスコーリニキ）」と蔑称されることがある点は古儀式派と同じである。

## 概説
鞭身派（フルィストィ派） と近い世界観を持つ。この世の諸悪の根源は肉欲であるとし、これを根絶する目的として信者には去勢を行う。また、これにとどまらず最終的には世界の全ての人間を去勢するという目標を掲げた教義を持つ。こうした教義の根拠として、次のマタイによる福音書第19章12節の記述などをあげている。
「というのは、母の胎内から独身者に生れついているものがあり、また他から独身者にされたものもあり、また天国のために、みずから進んで独身者となったものもある。この言葉を受けられる者は、受けいれるがよい」。
また、千年王国を信じ、ヨハネの黙示録第7章の144000人の選ばれた者たちを、自分たちのことと信じて、預言の成就のために信者数の拡大を目指した。
去勢の方法は、男性は睾丸切除による去勢から始めて、完全去勢に至り、女性は乳房や陰核、小陰唇などを切除した。これらの切除は、踊りや歌を交えた独特の儀式の中で、宗教的エクスタシーの中で行われた。
去勢を教義に持っていても、信徒の結婚を必ずしも否定せず、信者は結婚して1～2人の子供を残した後に去勢することが多かった。このため子孫を残せないことにより教団が消滅するということはなかった。また、一説によると、信者になりながら去勢を望まず逃亡する者は、見つけ次第、無理やりにでも去勢するか殺害したとも言われている。
開祖のセリワノフは、自身を暗殺された元皇帝のピョートル3世であると称して信者を増やした。ロシア当局によって1771年に最初の摘発が行われ、農民アンドレイ・イワノフは、13人の信徒を去勢した罪で有罪と宣告され、シベリアに送られた。教祖のセリワノフも1775年に逮捕されたが、シベリア送りから逃れた。
その後、セリワノフはピョートルの息子である皇帝パーヴェル1世に関心をもたれることとなり、1797年には皇帝との謁見が実現した。しかし、皇帝に評価されることはなく、彼は精神病院に収容される。1801年、パーヴェル1世がクーデターで殺害され、アレクサンドル1世の治世に変わると彼はいったん恩赦され解放されるが、その後信者の数が増え始めると、1820年に再び捕えられ、今度は監獄に入れられてしまう。彼は1832年に100歳で死亡するまで獄中で布教を続けた。
その後もスコプツィの教えは、貴族、軍人、公務員、聖職者から商人にまで広がり、1847年から 1866年までの間に、515人の男性と240人の女性が逮捕され、シベリアに送られた。しかし、1874年には、少なくとも1465人の女性を含む5444人の信徒が確認され、うち703人の男性と100人の女性が去勢していたと伝えられている。
1876年に、130人が逮捕されてから、海外移住する信徒も増え、特にルーマニアに多くが脱出した。ルーマニアの信徒は馬車の御者を職業とすることが多く、ルーマニア人の作家のI.L.カラジャーレは、ブカレストのすべての旅客用馬車がスコプツィ教徒によって運転されていると記している。フィンランドにも共同体ができた。
ロシアに残り弾圧に耐えた信者も存在し、サンクトペテルブルクに「スコプツィのベンチ」として知られているベンチが長い間あった。ソ連体制下でも、秘匿性に長けた彼らは共同体を維持していた。1970年代以降、新たな信徒の勧誘を再開したという報道がみられる。トゥーラ州には存在が知られたスコプツィの共同体が存在する。

## 芸術作品におけるスコプツィ
- ジェームズ・ミークの小説『ホワイト・ガーデンの幽鬼』(ISBN 978-4863326033)はシベリアの去勢セクトを題材としている。
- カリフォルニアのオルターナティブ音楽グループMr. Bungleの楽曲『Vanity Fair』は歌詞でスコプツィに言及している
- ジョナサン・キャロル のSF小説『犬博物館の外で』にはスコプツィへの言及がある。
- アルフレッド・ベスターのSF小説『虎よ、虎よ!』では、教義を更に発展させ、すべての感覚が悪徳の元であるとして感覚神経を切断し、信者を廃人とするスコプツィ教団が登場する。
- フョードル・ドストエフスキー の小説にはスコプツィがしばしば登場する。